# Stenostauridia comma
Stenostauridia comma är en fjärilsart som beskrevs av Embrik Strand 1927. Stenostauridia comma ingår i släktet Stenostauridia och familjen tandspinnare. Inga underarter finns listade i Catalogue of Life.